# Buffetia retinaculum
Buffetia retinaculum är en snäckart som först beskrevs av Preston 1913.  Buffetia retinaculum ingår i släktet Buffetia, och familjen Helicarionidae. IUCN kategoriserar arten globalt som sårbar. Inga underarter finns listade.